# Nanking! Nanking!
Nanking! Nanking! (Čínským písmem: 南京！南京！pchin-jinem: Nánjīng! Nánjīng!) je čínské drama, které v roce 2009 natočil režisér Lu Čchuan. Film se zabývá tematikou bitvy o Nanking a následného masakru spáchaném Japonskou císařskou armádou během druhé čínsko-japonské války. Film měl premiéru 22. dubna 2009 v Číně, kde měl finanční úspěch. Za dva a půl týdne vydělal 150 milionů čínských jüanů.

## Obsah Filmu
Nanking! Nanking! se odehrává v roce 1937, krátce před druhou světovou válkou. Japonská císařská armáda právě dobyla Nanking, tehdejší hlavní město Čínské republiky. Tato okupace vedla k historicky uznávanému Nankingskému masakru, během kterého za období několika týdnů japonská armáda zabila obrovské množství čínských válečných zajatců a civilistů.
Poté, co někteří velitelé Národní revoluční armády opustí Nanking, čínský poručík Lu Ťien-siung a jeho přívrženec Šun-c' se pokusí zabránit panikařícím zbytkům čínské armády v dezerci z Nankingu, barikádu však prolomí, a posléze jsou zajati Japonci.
Zatímco Japonci pátrají po nepřátelských jednotkách, jsou vojín Kadokawa Masao a jeho muži napadeni Lu Ťien-siungem a malou jednotkou čínských vojáků, kteří na ně střílejí z budov. Lu a jeho jednotka je nakonec nucena se vzdát, když dorazí japonské posily. Čínští váleční zajatci jsou poté systematicky odváděni na různá místa, kde jsou hromadně popravováni. Šun-c' a chlapec jménem Siao-tou-c' popravu přežijí a uprchnou do Nankingské bezpečnostní zóny, kterou spravuje německý člen nacistické strany John Rabe a další lidé ze Západu. Do této bezpečnostní zóny se uchýlí tisíce čínských žen, dětí, starců a zraněných vojáků. Do zóny však několikrát násilně vniknou skupiny japonských vojáků, s úmyslem dělat uprchlicím sexuální návrhy. Kvůli opakovaným vpádům jsou ženy donuceny, aby si ostříhaly vlasy a oblékly se jako muži, aby se ochránily před znásilněním. Prostitutka jménem Siao-ťiang to odmítá s tím, že si vlasy musí nechat, aby si vydělala na živobytí.
Kadokawa se mezitím zamiluje do japonské prostitutky Yuriko a snaží se vyrovnat s všudypřítomným násilím kolem sebe a s vlastními rozporuplnými pudy. Navzdory svému pocitu odcizení, Kadokawa donese Yuriko sladkosti a dárky z Japonska a slibuje jí, že se s ní po válce ožení.
Rabeho tajemník Tchang Tchien-siang a učitel Ťiang Šu-jün řídí každodenní provoz bezpečnostní zóny. Přestože má Tchang výsadní postavení, nedokáže ochránit svou dceru před vyhozením japonským vojákem z okna a svou švagrovou před znásilněním. Když japonský důstojník Ida Osamu požaduje, aby uprchlíci poskytli 100 žen, které by sloužily jako "ženy útěchy", Rabe a Ťiang to se slzami v očích oznámí komunitě. Siao-ťiang a ostatní se dobrovolně přihlásí v naději, že jejich oběť uprchlíky zachrání.
Kadokawa se setká se Siao-ťiang a přinese jí rýži, ale je svědkem toho, jak ji jiný voják znásilňuje, přičemž leží téměř bez života. Později, mnoho "utěšitelek", včetně Siao-ťiang, zemře na následky zneužívání a Kadokawa vidí, jak jsou jejich nahá těla odvážena. Kadokawa se cítí ještě více odcizen, když je svědkem toho, jak Ida zastřelí Tchangovu švagrovou May, která se zbláznila.
Rabe dostane příkaz k návratu do Německa, protože jeho aktivity v bezpečnostní zóně poškozují diplomatické vztahy mezi Německem a Japonskem. Tchangovi a jeho ženě je dovoleno opustit Nanking spolu s Rabem. Tchang si to však na poslední chvíli rozmyslí a vymění si místo s čínským vojákem, který se vydává za Rabeho asistenta, s tím, že chce zůstat a najít May. Než se paní Tchangová rozloučí se svým manželem, prozradí mu, že je těhotná. Nedlouho poté, co Rabe odjede, nechá Ida Tchanga popravit.
Japonci zruší bezpečnostní zónu a začnou pátrat po číňanech, kteří byli dříve vojáky, a slibují jim, že pokud se přihlásí, přidělí jim práci s platem. Muži, kteří jsou považováni za vojáky, jsou však nahnáni do nákladních aut a posláni na popravu. Šun-c', který přežil předchozí masové popravy, je fyzicky prohledán a zpočátku považován za civilistu, ale později je rozpoznán japonským vojákem a také odvezen.
Poté, co Minnie Vautrinová a další lidé ze Západu požádají Japonce o pomoc, povolí Ida každému uprchlíkovi, aby si vybral pouze jednoho muže z nákladních aut, který má být zachráněn. Ťiang Šu-jün zachrání jednoho muže a předstírá, že je jeho žena, a pak se vrátí pro Šun-c' a tvrdí, že je její manžel, zatímco Siao-tou-c' vystupuje jako jejich syn. Kadokawa Ťiangčinu lest prohlédne, ale neodhalí ji. Přesto na ni jiný japonský voják upozorní Idu, který je všichny zatkne. Šun-c' je opět odveden, tentokrát společně se Siao-tou-c'. Ťiang, tušící že bude znásilněna, požádá Kadokawu, aby ji zabil. Ten její přání splní a k překvapení svých druhů ji zastřelí.
Kadokawa se poté pokusí najít Yuriko. Dozvídá se, že po odchodu z Nankingu zemřela. Kadokawa řekne, že byla jeho ženou, a žádá, aby jí byl uspořádán řádný pohřeb. Zatímco Japonci předvádějí tradiční taneční rituál na oslavu dobytí Nankingu a uctění památky svých padlých, Kadokawa dává najevo své emocionální rozrušení z toho, co udělal a čeho byl svědkem.
Kadokawa a další japonský voják vyvedou Šun-c' a Siao-tou-c' z města, aby je popravili, ale k jejich překvapení je Kadokawa místo toho propustí. Kadokawa řekne druhému vojákovi: "Život je náročnější než smrt." Voják se ukloní, aby vyjádřil úctu ke Kadokawovu rozhodnutí, a odchází. Kadokawa se poté rozpláče a zastřelí.
V závěrečných titulcích se dozvídáme, že paní Ťang se dožila vysokého věku, stejně jako Ida Osamu, a že Siao-tou-c' žije dodnes.

## Obsazení
- Liou Jie jako Lu Ťien-siung
- Kao Jüan-jüan jako Ťiang Šu-jün
- Fan Wej jako Tchang Tchien-siang (Pan Tchang)
- Čchin Lan jako Madam Čou (Paní Tchang)
- Nakaizumi Hideo jako Kadokawa Masao
- Ťiang I-jen jako Ťiang Siang-ťün (Siao-ťiang)
- Jao Ti jako Čou Siao-mej (May)
- John Paisley jako John Rabe
- Kohata Ryu jako Ida Osamu
- Čao I-suej jako Šun-c'
- Liou Pin jako Siao-tou-c'
- Miyamoto Yuko jako Yuriko
- Beverly Peckous jako Minnie Vautrin
- Sam Voutas jako Durdin
- Aisling Dunne jako misionářka Grace
- Kajioka Junichi jako Pan Tomita
- Liou Ťin-ling
- Čao Čen-chua

## Výroba
Natáčení začalo v říjnu 2007 v Tchien-ťinu s rozpočtem 80 milionů jüanů (12 milionů US$) a produkovaly ho společnosti China Film Group, Stella Megamedia Group, Media Asia Entertainment Group a Jiangsu Broadcasting System.
Film procházel dlouhým obdobím analýzy čínskými cenzory, šest měsíců se čekalo na schválení scénáře a dalších šest měsíců na schválení hotového filmu. Nakonec byl schválen k uvedení do kin 22. dubna 2009. Filmový úřad však požadoval některé drobné úpravy a škrty, včetně scény, v níž japonský důstojník stíná hlavu zajatci, scény svázování ženy před znásilněním a scény výslechu čínského vojáka a japonského velitele.

## Vydání
Nanking! Nanking! byl 22. dubna uveden na 700 digitálních plátnech a za prvních pět dní vydělal odhadem 10,2 milionu dolarů (70 milionů jüanů). Stal se tak druhým největším otevírácím týdnem v roce 2009, hned po pokračování filmu Krvavé Pobřeží, které za první čtyři dny premiéry utržilo 14,86 milionů US$ (101,5 milionu jüanů). Film je také novým nejvyšším kasovním rekordem režiséra Lu Čchuana, jehož druhý celovečerní film Horská hlídka v roce 2004 vydělal 1,26 milionů US$ (8,6 milionu jüanů).
V květnu 2011 se film dočkal omezeného uvedení v USA.
Navzdory svému úspěchu vyvolal film po svém uvedení na pevninské Číně kontroverzi. Lidé kritizovali zejména sympatické ztvárnění japonského vojáka Kadokawy. Film byl téměř stažen z kin a Lu dokonce obdržel online výhrůžky smrtí sobě i své rodině.

## Ocenění
Film získal hlavní cenu Zlatá mušle na filmovém festivalu v San Sebastiánu v roce 2009, spolu s cenou za nejlepší kameru. Na Asia Pacific Screen Awards 2009 získal film ocenění za nejlepší režii (Lu Čchuan) a nejlepší kameru (Cchao Jü). Film získal také ocenění za nejlepší režii (Lu Čchuan) a nejlepší kameru (Cchao Jü) na 4. ročníku Asian Film Awards v roce 2010. Na 46. ročníku Golden Horse Film Awards získal film cenu za nejlepší kameru (Cchao Jü) a byl nominován na cenu za nejlepší vizuální efekty. Na filmovém festivalu v Oslu v roce 2009 získal film také cenu za nejlepší film.

## Ohlas
Nanking! Nanking! získalo velmi pozitivní recenze. Na základě 54 recenzí na agregátoru Rotten Tomatoes získal film od kritiků 93% hodnocení s průměrnou známkou 8,4/10.
Kate Muir z The Times udělila filmu pět hvězdiček z pěti, popisující ho jako "děsuplný, šokující a drásavě emotivní" a uvádí, že "snímek má velkolepost klasiky. Měl by být viděn." Maggie Lee z The Hollywood Reporter uvádí, že film je "silně kinematografní a plný osobní stylistické bravury".
Betsy Sharkeyová z Los Angeles Times film popisuje jako "Skutečně mistrovské dílo v černobílých barvách a bolesti". Michael O'Sullivan z deníku The Washington Post udělil filmu tři ze čtyř hvězdiček a označil ho za "...svalnatý, fyzický film, poskládaný z působivých obrazů a objevných gest, velkých i malých".